# Fredrik Bergenstråhle
Johan Fredrik Göstasson (Gson) Bergenstråhle (* 23. September 1926 in Stockholm; † 10. Februar 2005) war ein schwedischer Diplomat, der unter anderem zwischen 1975 und 1979 Botschafter im Irak, von 1980 bis 1984 Botschafter in Saudi-Arabien sowie zugleich in Oman und in der Jemenitischen Arabischen Republik und zuletzt zwischen 1989 und 1991 Botschafter in Kolumbien war.

## Leben
Johan Fredrik Göstasson (Gson) Bergenstråhle stammte aus der Adelsfamilie Bergenstråhle und war der Sohn des späteren Oberst Gösta Christian Fredrik Bergenstråhle (1891–1978) und Greta Löfgren. Nach dem Abitur (Studentexamen) begann er ein Studium der Rechtswissenschaften an der Universität Stockholm, welches er 1950 als juris kandidat beendete. Im Anschluss war er zwischen 1951 und 1952 Angestellter bei der Schwedischen Nationalbank (Sveriges riksbank) und beim Schwedischen Allgemeinen Exportverband (Sveriges Allmänna Exportförening), dem späteren Exportrådet. 1952 trat er als Attaché in den diplomatischen Dienst des Außenministeriums (Utenriksdepartementet) und war zwischen 1954 und 1956 an der Botschaft in der Bundesrepublik Deutschland tätig, ehe er von 1956 bis 1961 Verwendung als Sekretär an der Botschaft in Brasilien fand. Nach seiner Rückkehr fungierte er zwischen 1961 und 1965 als Bürodirektor im Außenministerium und im Anschluss von 1965 bis 1971 als Botschaftsrat (Ambassadråd) an der Botschaft in Belgien, woraufhin er als Vertreter von Botschafter Eric Virgin zwischen 1971 und 1975 Botschaftsrat und Geschäftsträger (Chargé d’affaires) in Malaysia war.
1975 übernahm Bergenstråhle von Otto Rathsman den Posten als Botschafter im Irak mit Amtssitz in Bagdad und verblieb in dieser Funktion bis zu seiner Ablösung durch Lars-Olof Brilioth 1979. Er selbst löste 1979 Cecilia Nettelbrandt als Generalkonsul in San Francisco ab und bekleidete dieses Amt bis 1980. 1980 wurde er als Nachfolger von Carl-Gustaf Bielke Botschafter in Saudi-Arabien mit Amtssitz in Dschidda und war bis zu seiner Ablösung durch Frank Belfrage 1984 zugleich als Botschafter in Oman und in der Jemenitischen Arabischen Republik akkreditiert.
Nach seiner Rückkehr war Fredrik Bergenstråhle 1985 Unterhändler für das Außenministerium und war daraufhin zwischen 1986 und 1988 beurlaubt, um für das Pharmaunternehmen Astra Pharmaceuticals International England zu arbeiten. Nach Beendigung der Beurlaubung übernahm er 1989 von Karl Wärnberg den Posten als Botschafter in Kolumbien und bekleidete diesen Posten mit Amtssitz in Bogotá bis zu seinem Eintritt in den Ruhestand 1991, woraufhin Sven Julin ihn ablöste.
Bergenstråhle heiratete 1956 Wilhelmina „Willy“ de Weerd (* 1927), Tochter von Direktor Gerrit Jan de Weerd und Jeanette Aleida Kloosterboer.